# Villiers-sur-Orge
Villiers-sur-Orge è un comune francese di 3 958 abitanti situato nel dipartimento dell'Essonne nella regione dell'Île-de-France. Vi morì il gastronomo Grimod de la Reynière.

## Società

### Evoluzione demografica
Abitanti censiti